# Andy Cunningham
Andy Cunningham (30 de gener de 1890 - 8 de maig de 1973) fou un futbolista escocès de la dècada de 1920 i entrenador.
Fou internacional amb la selecció d'Escòcia i de la selecció de la lliga. Pel que fa a clubs, defensà els colors de Kilmarnock, Rangers FC i Newcastle United FC.
Fou entrenador de Newcastle United FC i Dundee FC.

## Palmarès
Entrenador
Newcastle United FC
- FA Cup: 1932